# رکن‌الدین مختاری
رکن‌الدین مختاری (زادهٔ ۲ تیر ۱۲۶۶ – درگذشتهٔ ۲۹ تیر ۱۳۵۰) معروف به سرپاس مختاری فرمانده نظامی اهل ایران بود، که به‌عنوان رئیس شهربانی دورهٔ رضا شاه فعالیت می‌کرد. وی همچنین نوازندهٔ ویلن، آهنگساز و موسیقی‌دان بود.

## زندگی‌نامه
رکن‌الدین مختاری در سال ۱۲۶۶ ه‍. ش در اصفهانمتولد شد. پدرش کریم خان مختارالسلطنه  که اصل و نسب عثمانی داشت، چند سالی رئیس نظمیه بود و ید طویلی در مبارزه با گران‌فروشان داشت. او همان کسی‌ست که با گرد آوردن گروهی به نام «ژاندارم»، نخستین سنگ بنای ژاندارمری ایران را پدید آورد.
رکن‌الدین نیز از همان جوانی به راه پدر رفت و به خدمت شهربانی درآمد. او در شهرستان‌های مختلف ایران ریاست شهربانی را به عهده داشت. او در دورهٔ ریاست سوئدی‌ها بر شهربانی به سمت ریاست ناحیهٔ کلانتری دولت در تهران منصوب شد. پس از کودتای ۳ اسفند ۱۲۹۹ به ریاست شهربانی رشت و دو سال بعد به ریاست شهربانی کرمانشاه منصوب شد. با فرار سرلشکر محمدحسین آیرم به اروپا، مختار که درجه سرهنگی داشت به درجه سرپاسی (سرتیپ) نایل شد و به ریاست شهربانی رضاشاه رسید.
او پس از وقایع شهریور ۱۳۲۰ بازداشت و به همراه عده‌ای دیگر محاکمه و به هشت سال زندان محکوم شد؛ ولی پنج سال بعد مورد عفو قرار گرفت. احمد کسروی وکیل تسخیری پزشک احمدی و سرپاس مختاری بود و در دادگاه از او دفاع کرد. کسروی با استناد به مدارک و ارائهٔ آن‌ها به دادگاه، خواستار تبرئهٔ احمدی شد. متن دفاعیات احمد کسروی از سرپاس مختاری و پزشک احمدی نخست در نشریهٔ پرچم (۱۳۲۱–۱۳۲۲) و در دورهٔ معاصر، در کتابی مستقل منتشر شد.

## دوران ریاست بر شهربانی
در دورهٔ رکن‌الدین مختار، فشار شهربانی و اداره سیاسی آن بر مخالفان سیاسی گسترش یافت و نظم قبرستانی کم‌نظیری در کشور ایجاد شد. در همین دوره بود که برخی از مهم‌ترین رجال مغضوب کشور به دستور مستقیم شاه و مختار و توسط مأموران اداره سیاسی و آگاهی شهربانی به قتل رسیدند و مخالفان رضاشاه تحت تعقیب قرار گرفته و بیش از پیش منزوی شدند.
در دورهٔ مختاری اداره نگارشات شهربانی که مسئول سانسور نشریات؛ کتاب و روزنامه‌ها بود بر شدت عمل خود افزود و مطبوعات و قلم را به کلی از اعتبار انداخت. در این دوره سانسور و ممیزی به نهایت رسید، تا جایی که حتی تمام مکاتبات و نامه‌های شخصی مردم با همکاری کارمندان اداره پست خوانده می‌شد. مأموران آگاهی و اداره تأمینات شهربانی مراقبت شدیدی بر باجه‌های پستی و فرستندگان و گیرندگان مراسلات و نامه‌ها داشتند تا هرگاه مطلبی حاکی از مخالفت با حکومت در آنها یافت شود، عامل آن را تحت تعقیب قرار داده، مجازات کنند.
احمد سمیعی در کتاب برکشیده به ناسزا مدعی شده است: «به دستور مختاری، «عباس بختیار» و «مقدادی» به معاونت «عباس یاوری»، «عقیلی‌پور» و «جمشیدی» (این‌ها مأموران شهربانی در تهران بودند) شیخ خزعل را در اتاق خفه کردند و درفشی به شقیقه او کوبیدند. چند روز بعد از قتل وی مختاری چکی به مبلغ ده هزار ریال صادر و مقدادی با اخذ آن چک رسیدی داد و بین افراد تقسیم شد.» سمیعی همچنین نوشته است: «"سید حسن مدرس" نماینده ۵ دوره مجلس شورای ملی از دوره ۲ تا ۶ را به "خواف" تبعید کرده بودند و چون اداره شهربانی از دادن خرجی به او امتناع می‌نمود، وی در نهایت سختی به سر می‌برد. حتی اکثراً روزه بود. بنا به اقرار "پاسیار منصور وقار" طبق دستور کتبی مختاری به "یاور جهان‌سوزی" وی به قتل رسید و مدرس را هنگام نماز با عمامه خویش خفه کردند.»
در دوران رضا شاه و ریاست رکن‌الدین مختاری بر شهربانی، عبور و مرور از شهری به شهر دیگر نیازمند مجوز از شهربانی بود. با ورود نیروهای بیگانه و خروج رضا شاه این شرایط تغییر کرد. سرپاس یحیی رادسر (ادیب السلطنه) که جانشین رکن‌الدین مختاری شده بود، در روزنامه‌ها خبر ملغی شدن این مجوز سفر را از ۳ مهر ۱۳۲۰ اطلاع داد. ابوالحسن عمیدی نوری، روزنامه‌نگار و سیاستمدار (نماینده دوره‌های هجدهم و نوزدهم مجلس از شهر بابل) گزارشی در مورد سفر خود به مازندران در سال ۱۳۱۶ خورشیدی و «اخذ مجوز مسافرت» نگاشته و به جزئیات آن اشاره کرده است.

## موسیقی
رکن‌الدین مختاری نوازندهٔ ویلن و از شاگردان حسین اسماعیل‌زاده و به لحاظ هنری، یکی از برجسته‌ترین هنرمندان عرصهٔ موسیقی ایران بوده است. آهنگ‌های متعددی از او بر روی صفحه و نوار موجود است.
روح‌الله خالقی در کتاب سرگذشت موسیقی ایران دربارهٔ او نوشته است: «او تا سی سال قبل مشهورترین ویلن‌زن و نغمه‌پرداز بود و به نظر نگارنده، درویش‌خان و رکن‌الدین خان گوی سبقت را از نظر ابتکار و سلیقهٔ آهنگسازی از همگنان خود، در آن دوره ربوده‌اند»
وی عضو شورای موسیقی رادیو بود و به رغم روحیه نظامی به پرورش گل و گیاه نیز علاقه داشت. اجراها و نواخته‌های او در میان مردم کمتر انتشار می‌یافت؛ زیرا هیچ‌گاه به‌طور حرفه‌ای به موسیقی نپرداخت. با این وجود آنچه از او به جا مانده بیانگر مهارت و تسلط او در نواختن ویلن است.

### سبک
ساخته‌های رکن‌الدین مختاری به سبک درویش خان نزدیک ولی مفصل‌تر است به خصوص در پیش‌درآمدهایش که تقریباً به تمامی گوشه‌های اصلی دستگاه نظری می‌افکند. بیشتر ساخته‌هایش پیش‌درآمد و رنگ است و کمتر به ساختن تصنیف پرداخته است. تاریخ موسیقی از او به عنوان همراه درویش خان در به وجود آمدن فرم پیش‌درآمد و رنگ به صورت کنونی یاد می‌کند.

### انتقادها
به دلیل گذشتهٔ سیاسی و شغلی او، روح‌الله خالقی در کتاب خود با احتیاطی آمیخته با تاسف از او یاد می‌کند و برخلاف دیگر هنرمندان که شرح حال کاملی از آنان به دست می‌دهد کمتر به او می‌پردازد و حتی هیچ‌گاه نام او را به‌طور کامل نمی‌نویسد. در کتاب سرگذشت موسیقی ایران از او تحت عنوان ویلون همسایه و گفتگویی دربارهٔ یک آهنگساز یاد می‌کند؛ و ضمن عنوان کردن بهترین نوازندهٔ ویلون با دریغ اظهار می‌دارد:
ای کاش همواره چون آغاز عمرش، وقت خود را صرف موسیقی نموده بود تا مشاغل دیگرش برای پایان زندگانی، شرابی تلخ به بار نمی‌آورد.

### آثار
از جمله آثار رکن‌الدین مختاری، به موارد زیر می‌توان اشاره کرد:
پیش‌درآمدها:
- پیش‌درآمد شور
- پیش‌درآمد بیات ترک
- پیش‌درآمد افشاری
- پیش‌درآمد دشتی
- پیش‌درآمد سه‌گاه
- پیش‌درآمد چهارگاه
- پیش‌درآمد ماهور
- پیش‌درآمد همایون
- پیش‌درآمد اصفهان (قدیم)
- پیش‌درآمد اصفهان (جدید)

تصنیف‌ها:
- تصنیف بیات ترک (اگر رقیب آید)
- تصنیف بیات ترک (نسیم صبحگاهان)

رِنگ‌ها:
- رنگ شور
- رنگ بیات ترک
- رنگ سه‌گاه
- رنگ سه‌گاه (دوم)
- رنگ چهارگاه
- رنگ همایون

ضربی‌ها:
- ضربی سه‌گاه
- ضربی مخالف (سه‌گاه)
- ضربی چهارگاه

## فیلم و سریال
در سال ۱۳۹۹ فیلم مستند «کنترپوان» به کارگردانی محمد فرزین‌نیا ساخته شد. این فیلم دربارهٔ زندگی و فعالیت‌های رکن‌الدین مختاری است. بهمن دان در سریال محاکمه (۱۳۷۶) ساخته حسن هدایت نقش سرپاس مختاری را به عهده داشت این سریال به ماجرای محاکمه پزشک احمدی و سرپاس مختاری می‌پردازد. همچنین در سریال کارآگاه علوی ۲، رضا فیض نوروزی نقش سرپاس مختاری را بازی کرده است. در سریال کلاه پهلوی نقش او را فرهاد آئیش به عهده داشته است.
در سریال عمارت فرنگی این نقش را خسرو فرخزادی و در مدرس نیز محمدرضا حقگو این نقش را ایفا کرد.

## یادداشت
1. ↑  رکن‌الدین مختاری به روایتی ۲۹ و به روایتی دیگر ۳۰ تیر ۱۳۵۰ درگذشت.[۲]